# Funiculina parkeri
Funiculina parkeri is een Pennatulaceasoort uit de familie van de Funiculinidae. De wetenschappelijke naam van de soort is voor het eerst geldig gepubliceerd in 1909 door Kükenthal.